# Campionati svizzeri di sci alpino 2018
I Campionati svizzeri di sci alpino 2018 si sono svolti a Davos e Meiringen dal 3 al 9 aprile. Il programma ha incluso gare di discesa libera, supergigante, slalom gigante, slalom speciale e combinata, tutte sia maschili sia femminili; lo slalom gigante maschile è stato tuttavia annullato.
Oltre agli sciatori svizzeri, hanno potuto concorrere al titolo anche gli sciatori di nazionalità liechtensteinese, mentre gli atleti delle altre federazioni, pur prendendo parte alle competizioni, potevano ottenere solo prestazioni valide ai fini del punteggio FIS.

## Risultati

### Uomini

#### Discesa libera
| Pos. | Atleta            | Nazione  | Tempo   |
| ---- | ----------------- | -------- | ------- |
| 1    | Marco Odermatt    | Svizzera | 1:05,65 |
| 2    | Urs Kryenbühl     | Svizzera | 1:05,99 |
| 3    | Stefan Rogentin   | Svizzera | 1:06,14 |
| 4    | Mattia Casse      | Italia   | 1:06,14 |
| 5    | Ralph Weber       | Svizzera | 1:06,26 |
| 6    | Ramon Zürcher     | Svizzera | 1:06,42 |
| 7    | Thomas Tumler     | Svizzera | 1:06,62 |
| 8    | Frederic Berthold | Austria  | 1:06,66 |
| 9    | Loïc Meillard     | Svizzera | 1:06,79 |
| 10   | Semyel Bissig     | Svizzera | 1:06,83 |

Data: 4 aprile 2018

Località: Davos

Ore: 9.00

Pista: 

Partenza: 2 560 m s.l.m.

Arrivo: 2 105 m s.l.m.

Dislivello: 455 m

Tracciatore: Franz Heinzer

#### Supergigante
| Pos. | Atleta             | Nazione  | Tempo   |
| ---- | ------------------ | -------- | ------- |
| 1    | Marco Odermatt     | Svizzera | 1:10,25 |
| 2    | Stefan Rogentin    | Svizzera | 1:10,43 |
| 3    | Matteo Marsaglia   | Italia   | 1:10,75 |
| 4    | Gian Luca Barandun | Svizzera | 1:10,86 |
| 5    | Otmar Striedinger  | Austria  | 1:10,87 |
| 6    | Urs Kryenbühl      | Svizzera | 1:10,95 |
| 7    | Marc Gisin         | Svizzera | 1:11,01 |
| 8    | Mattia Casse       | Italia   | 1:11,00 |
| 9    | Beat Feuz          | Svizzera | 1:11,20 |
| 10   | Pierre Bugnard     | Svizzera | 1:11,29 |

Data: 6 aprile 2018

Località: Davos

Ore: 

Pista: 

Partenza: 2 560 m s.l.m.

Arrivo: 2 105 m s.l.m.

Dislivello: 455 m

Tracciatore: Franz Heinzer

#### Slalom gigante
La gara, prevista il 9 aprile a Meiringen, è stata annullata.

#### Slalom speciale
| Pos. | Atleta           | Nazione  | Tempo   |
| ---- | ---------------- | -------- | ------- |
| 1    | Ramon Zenhäusern | Svizzera | 1:35,07 |
| 2    | Marc Rochat      | Svizzera | 1:35,61 |
| 3    | Istok Rodeš      | Croazia  | 1:35,68 |
| 4    | Sandro Simonet   | Svizzera | 1:35,84 |
| 5    | Julian Rauchfuss | Germania | 1:36,02 |
| 6    | Luca Aerni       | Svizzera | 1:36,06 |
| 7    | Daniel Yule      | Svizzera | 1:36,09 |
| 8    | Semyel Bissig    | Svizzera | 1:36,42 |
| 9    | Elias Kolega     | Croazia  | 1:36,64 |
| 9    | Justin Murisier  | Svizzera | 1:36,64 |

Data: 8 aprile 2018

Località: Meiringen

1ª manche:

Ore: 

Pista: 

Partenza: 2 040 m s.l.m.

Arrivo: 1 876 m s.l.m.

Dislivello: 164 m

Tracciatore: Simon Lamberti

2ª manche:

Ore: 13.30

Pista: 

Partenza: 2 040 m s.l.m.

Arrivo: 1 876 m s.l.m.

Dislivello: 164 m

Tracciatore: Erich Schmidiger

#### Combinata
| Pos. | Atleta             | Nazione       | Tempo   |
| ---- | ------------------ | ------------- | ------- |
| 1    | Sandro Simonet     | Svizzera      | 1:48,12 |
| 2    | Loïc Meillard      | Svizzera      | 1:48,34 |
| 3    | Matthias Iten      | Svizzera      | 1:48,87 |
| 4    | Marco Pfiffner     | Liechtenstein | 1:49,27 |
| 5    | Semyel Bissig      | Svizzera      | 1:49,34 |
| 6    | Marco Odermatt     | Svizzera      | 1:49,68 |
| 7    | Gianluca Amstutz   | Svizzera      | 1:49,76 |
| 7    | Arnaud Boisset     | Svizzera      | 1:49,76 |
| 9    | Luca Aerni         | Svizzera      | 1:50,29 |
| 10   | Gian Luca Barandun | Svizzera      | 1:50,41 |

Data: 5 aprile 2018

Località: Davos

1ª manche:

Ore: 

Pista: 

Partenza: 2 560 m s.l.m.

Arrivo: 2 105 m s.l.m.

Dislivello: 455 m

Tracciatore: Franz Heinzer

2ª manche:

Ore: 9.00

Pista: 

Partenza: 

Arrivo: 

Dislivello: 

Tracciatore: Simon Lamberti

### Donne

#### Discesa libera
| Pos. | Atleta            | Nazione  | Tempo   |
| ---- | ----------------- | -------- | ------- |
| 1    | Priska Nufer      | Svizzera | 1:10,48 |
| 2    | Jasmine Flury     | Svizzera | 1:10,49 |
| 3    | Nina Ortlieb      | Austria  | 1:10,51 |
| 4    | Jasmina Suter     | Svizzera | 1:10,74 |
| 5    | Federica Sosio    | Italia   | 1:11,43 |
| 6    | Natalie Hauswirth | Svizzera | 1:11,50 |
| 7    | Raphaela Suter    | Svizzera | 1:11,53 |
| 7    | Bianca Venier     | Austria  | 1:11,53 |
| 9    | Dajana Dengscherz | Austria  | 1:11,69 |
| 10   | Vivianne Härri    | Svizzera | 1:12,00 |

Data: 3 aprile 2018

Località: Davos

Ore: 12.30

Pista: 

Partenza: 2 560 m s.l.m.

Arrivo: 2 105 m s.l.m.

Dislivello: 455 m

Tracciatore: Franz Heinzer

#### Supergigante
| Pos. | Atleta              | Nazione  | Tempo   |
| ---- | ------------------- | -------- | ------- |
| 1    | Nathalie Gröbli     | Svizzera | 1:13,73 |
| 2    | Elisabeth Kappaurer | Austria  | 1:13,80 |
| 3    | Priska Nufer        | Svizzera | 1:14,18 |
| 4    | Anna Hofer          | Italia   | 1:14,34 |
| 5    | Michaela Heider     | Austria  | 1:14,48 |
| 6    | Federica Sosio      | Italia   | 1:14,52 |
| 7    | Lindy Etzensperger  | Svizzera | 1:14,67 |
| 8    | Veronique Hronek    | Germania | 1:15,05 |
| 9    | Jasmina Suter       | Svizzera | 1:15,06 |
| 10   | Rahel Kopp          | Svizzera | 1:15,28 |

Data: 6 aprile 2018

Località: Davos

Ore: 

Pista: 

Partenza: 2 560 m s.l.m.

Arrivo: 2 105 m s.l.m.

Dislivello: 455 m

Tracciatore: Franz Heinzer

#### Slalom gigante
| Pos. | Atleta                      | Nazione  | Tempo   |
| ---- | --------------------------- | -------- | ------- |
| 1    | Wendy Holdener              | Svizzera | 1:55,39 |
| 2    | Aline Danioth               | Svizzera | 1:55,77 |
| 3    | Luisa Matilde Maria Bertani | Italia   | 1:56,03 |
| 4    | Selina Egloff               | Svizzera | 1:56,65 |
| 5    | Veronique Hronek            | Germania | 1:56,67 |
| 6    | Charlotte Lingg             | Svizzera | 1:56,85 |
| 7    | Rahel Kopp                  | Svizzera | 1:56,93 |
| 8    | Elena Stoffel               | Svizzera | 1:57,06 |
| 9    | Andrea Ellenberger          | Svizzera | 1:57,13 |
| 10   | Nina Ortlieb                | Austria  | 1:57,20 |

Data: 7 aprile 2018

Località: Meiringen

1ª manche:

Ore: 

Pista: 

Partenza: 2 180 m s.l.m.

Arrivo: 1 876 m s.l.m.

Dislivello: 304 m

Tracciatore: Luis Prenn

2ª manche:

Ore: 

Pista: 

Partenza: 2 180 m s.l.m.

Arrivo: 1 876 m s.l.m.

Dislivello: 304 m

Tracciatore: Christian Brüesch

#### Slalom speciale
| Pos. | Atleta             | Nazione   | Tempo   |
| ---- | ------------------ | --------- | ------- |
| 1    | Wendy Holdener     | Svizzera  | 1:30,67 |
| 2    | Carole Bissig      | Svizzera  | 1:31,96 |
| 3    | Charlotte Chable   | Svizzera  | 1:32,27 |
| 4    | Rahel Kopp         | Svizzera  | 1:32,53 |
| 5    | Denise Feierabend  | Svizzera  | 1:32,60 |
| 6    | Hannah Köck        | Austria   | 1:32,67 |
| 7    | Ester Ledecká      | Rep. Ceca | 1:33,38 |
| 8    | Lorina Zelger      | Svizzera  | 1:33,46 |
| 9    | Mireia Gutiérrez   | Andorra   | 1:33,97 |
| 10   | Valentine Macheret | Svizzera  | 1:34,50 |

Data: 8 aprile 2018

Località: Meiringen

1ª manche:

Ore: 

Pista: 

Partenza: 2 050 m s.l.m.

Arrivo: 1 876 m s.l.m.

Dislivello: 174 m

Tracciatore: Silvano Stadler

2ª manche:

Ore: 

Pista: 

Partenza: 2 050 m s.l.m.

Arrivo: 1 876 m s.l.m.

Dislivello: 174 m

Tracciatore: Werner Zurbuchen

#### Combinata
| Pos. | Atleta            | Nazione  | Tempo   |
| ---- | ----------------- | -------- | ------- |
| 1    | Vivianne Härri    | Svizzera | 1:54,39 |
| 2    | Natalie Hauswirth | Svizzera | 1:56,18 |
| 3    | Chiara Bissig     | Svizzera | 1:57,62 |
| 4    | Juliana Suter     | Svizzera | 1:57,68 |
| 5    | Nora Schweizer    | Svizzera | 1:57,69 |
| 6    | Julie Trummer     | Svizzera | 1:57,83 |
| 7    | Martina Toscano   | Svizzera | 1:58,07 |
| 8    | Alina Odermatt    | Svizzera | 1:58,38 |
| 9    | Michelle Herrmann | Svizzera | 1:59,13 |
| 10   | Enya Gruber       | Svizzera | 1:59,70 |

Data: 5 aprile 2018

Località: Davos

1ª manche:

Ore: 

Pista: 

Partenza: 2 560 m s.l.m.

Arrivo: 2 105 m s.l.m.

Dislivello: 455 m

Tracciatore: Franz Heinzer

2ª manche:

Ore: 10.30

Pista: 

Partenza: 

Arrivo: 

Dislivello: 

Tracciatore: Fabio Becchimanzi